# 安德烈·柯特茲
安德烈·柯特茲（法語：André Kertész，發音：[kɛʁtɛs]；1894年7月2日—1985年9月28日），本名柯特茲·翁多尔（Kertész Andor），匈牙利裔攝影師，以在攝影構圖和專題攝影領域的開創性貢獻著稱。由於其非傳統的攝影角度和風格，他在生涯早期未獲得普遍關注，但現今他被認為是對後世影響最為深遠的攝影記者之一。
國際天文學聯合會將水星上位於27.44°N，214.06°W的撞擊坑以他命名。

## 外部連結
- André Kertész: Life and Its Juxtapositions – Biography on André Kertesz （页面存档备份，存于）, iPhoto Central.
- André Kertész: Seven Decades （页面存档备份，存于）, Getty Center